# Bjergkøbing Grand Prix
Bjergkøbing Grand Prix (originaltitel: Flåklypa Grand Prix) er en norsk animationsfilm fra 1975. Den er baseret på forfatteren Kjell Aukrusts persongalleri og produceret af Ivo Caprino. Filmen var den første norske animationsfilm i spillefilmslængde. Theodor Fælgen er cykelsmed i Bjergkøbing og sammen med fuglen Sofus (Solan i den norske version) og pindsvinet Ludvig bygger han en bil for en oliesheik og deltager i Bjergkøbing Grandprix.
Soundtracket er komponeret af Bent Fabricius-Bjerre

## Handling
Bjergkøbing Grand Prix er en dukkefilm, der handler om Theodor Fælgen, der er cykelsmed og opfinder i en lille by ved navn Bjergkøbing. Han bor på toppen af bjerget i Bjergkøbing sammen med fuglen Sofus Gundersen og pindsvinet Ludvig. De tjener penge ved at producere blomsterpinde.
Sofus er inkarneret morgenfugl og barnefødt optimist. For Sofus er vanskelighedder bagateller og det umulige en udfordring. Han er Theodor Fælgens opmuntrende rådgiver og trofaste medhjælper.
Ludvig er derimod personlig pessimist og b-menneske, med kronisk høfeber og tydelig angst for gennemgribende forandringer. Han blev som lille kørt ned af en græsslåmaskine og skamklippet kort i nakken og fyldigt ved ørene.
De tre sidder en dag og ser tv og ser Theodors gamle lærling Rudolf Blodstrupmose, der kører racerløb. Han fremviser en af Theodors opfindelser, som Rudolf påstår er hans.
Sofus opmuntrer Theodor til at udfordre ham ved bygge "Il Tempo Gigante", som er en gammel tegning af en bil. Men de har intet udstyr til at bygge af eller penge til at købe noget for.
Sofus opdager, der er en oliesheik på den lokale campingplads. Han prøver at opsøge ham med en tegning af bilen Il Tempo Gigante, men bliver smidt ud af sheikens privatchauffør Emanuel Desperados, der er en blanding af en chimpanse og gorilla. Sheiken bliver sur over larmen og finder en tegning af bilen og forelsker sig i den.
Sofus kører på vejen hjem forbi byens avis og tv-station, og får dem til at bringe et billede af bilen og sige, at Theodor står op imod verdenseliten.
Dagen efter ser sheiken et billede af bilen Il Tempo Gigante på tv, og kører straks af sted op til Theodor og siger, at han vil betale udstyret til bilen og derved reklamere for sit olieselskab Aladdin Oil.
Theodor, Ludvig og Sofus går i gang med at bygge bilen.
Da Theodors gamle lærling Rudolf Blodstupmose erfarer at Theodor nu har fået bygget Il Tempo Gigante og er klar til Bjergkøbing Grandprix, beslutter han sig for sammen med sin synske medhjælper Mysil Bjergsprække, at sabotere bilen. Om natten sniger Blodstrupmose og Bjergsprække sig ind i garagen hvor Il Tempo Gigante står færdigbygget.
De larmer så meget at pindsvinet Ludvig vågner og advarer Sofus og Theodor. Men Blodstrupmose og Bjergsprække er allerede lykkedes med at sabotere bilen og stikke af ned af bjerget. De har skåret et snit i strømfordeleren på bilen med en sav. Imens Blodstrupmose og Bjergsprække stikker af, hører Theodor og Sofus et kæmpe brag og de finder ud af at Ludvig er gået i fælden, der er sat op ude i garagen. Fælden var lavet af Theodor og var beregnet til Rudolf Blodstrupmose.
Dagen efter skal Il Tempo Gigante lanceres foran hele byen. Det er mejeribestyrer Oliver O. Klapvold der står får lanceringen, og han er også aftenens dirigent og konferencier. Til lanceringen læser digteren Halfdan Brunskimmel et digt op han har skrevet om byggeriet af Il Tempo Gigante. Lanceringen bliver transmitteret på TV, og Theodor bliver også interviewet om bilen. Alt dette foregår mens alle er udvidende omkring at bilen om natten var blevet saboteret.
Lanceringen afsluttes med en hyldest med nummeret "March Kanate Opus 2" som er komponeret af minkavler Josef Krukkeslikker. Det bliver spillet af en række borgere i Bjergkøbing. Det er blandt andet sheikens privatchauffør Emanuel Desperados og enkefrue Stengelfön-Glad, der også er vært på nyhederne, der spiller nummeret. Emanuel Desperados spiller på trommer og enkefrue Stengelfön-Glad spiller på harpe.
Den næste dag er dagen hvor det store racerløb Bjergkøbing Grandprix racerløb skal afholdes. Der er deltagere med fra mange lande i verden, blandt andet en svensker og en argentiner. Der er et kæmpe publikum ved racerløbet. Il Tempo Gigante bliver kørt af Theodor Fælgen som chauffør og Sofus som andenkører.
Ved racerløbets start har Theodor Fælgen og Sofus problemer med at starte Il Tempo Gigante hvilket betyder at de er langt bag de andre deltagere efter første runde. Men de indhenter de andre deltagere og Theodor og Sofus kommer op og ligger side om side med Blodstrupmose og Bjergsprække, og indhentet endda også dem og ligger nu på en førsteplads i racerløbet.
Imens Theodor og Sofus ligger på førstepladsen går Il Tempo Gigantes strømfordeler - som er blevet saboteret - i stykker. Alle lamper i cockpittet begynder at lyse og bilen sakker bagud og ender igen på sidstepladsen. Theodor og Sofus holder ind til siden og prøver at finde ud af hvad der er gået i stykker på bilen. Il Tempo Gigante bliver fyldt op med benzin og en masse hjælpere hjælper med at reparere bilen. Pindsvinet Ludvig - som er bange for alt - ser at strømfordeleren er i stykker og skubber den på plads.
Da de skal skynde sig tilbage i racerløbet, får Theodor byttet Sofus ud med Ludvig, som nu sidder i Il Tempo Gigante og holder strømfordeleren på plads. I den sidste og afgørende runde indhenter Theodor og Ludvig alle deltagere og ender som vinderen af Bjergkøbing Grand Prix.
Til slut i filmen ser man at Theodor, Sofus og Ludvig er tilbage i deres hus på toppen af bjerget, med en stor pokal og en laurbærkrans de fik som vindere af Bjergkøbing Grandprix. Filmen slutter med at fortælleren siger at i morgen går det løs med lidt småskænderier, nye opfindelser og produktion af blomsterpinde.

## Produktion
- Ivo Caprino – Instruktion, animation, regi
- Charles Patey – Fotograf
- Bent Fabricius Bjerre – Musik[1]
- Jacob Trier – Lydassistent
- Ingeborg Riiser – Modeller
- Gerd Alfsen – Dekor
- Erik Lassen – Replikinstruktion
- Remo Caprino – Regiassistent og produktionsleder

## Stemmer og roller
| Rolle (danske navne)     | Danske stemmer         | Rolle (norske navne)     | Norske stemmer         |
| ------------------------ | ---------------------- | ------------------------ | ---------------------- |
| Theodor Fælgen           | Ole Monty              | Reodor Felgen            | Frank Robert           |
| Sofus Gundersen          | Vigga Bro              | Solan Gundersen          | Kari Simonsen          |
| Ludvig                   | Benny Hansen           | Ludvig                   | Toralv Maurstad        |
| Sheik Ben Redic Fy Fazan | Ulf Pilgaard           | Ben Redic Fy Fazan       | Rolf Just Nilsen       |
| Soline                   | -                      | Soline                   | -                      |
| Emanuel Desperados       | -                      | Emanuel Desperados       | Harald Heide-Steen Jr. |
| Rudolf Blodstrupmose     | Ulf Pilgaard           | Rudolf Blodstrupmoen     | Helge Reiss            |
| Mysil Bjergsprække       | -                      | Mysil Bergsprekken       | Rolf Just Nilsen       |
| Oliver O. Klapvold       | Claus Ryskjær          | Ollvar O. Kleppvold      | Rolf Just Nilsen       |
| Robert Jydepotte         | Dick Kaysø             | Roger Jurtappen          | Rolf Just Nilsen       |
| Josef Krukkeslikker      | -                      | Jostein Kroksleiven      | Rolf Just Nilsen       |
| Enkefru Stengelføhn-Glad | Vera Gebuhr            | Enkefru Stengelføhn-Glad | Wenche Foss            |
| TV-reporter              | Peter Kitter           | TV-reporter              | Per Theodor Haugen     |
| Speaker på racerbanen    | Gunnar Nu Hansen       | Speaker på racerbanen    | Henki Kolstad          |
| Fortæller                | Helge Kjærulff-Schmidt | Fortelleren              | Leif Juster            |

### Andre roller
- Randolph Småfix kanonfotograf Randolph Småfix er ham som lavet forteksterne til Bjergkøbing Grandprix. Han er den første man ser i filmen. Randolph Småfix arbejder i længdeformat og fremkalder selv sine negativer i mudderbad. Det er også Randolph Småfix der filmer lanceringen af Il Tempo Gigante og det store racerløb Bjergkøbing Grandprix. Det er de eneste tre gange, man ser ham i filmen.
- Fodgænger Gustav Knotten (norsk: Fotgjenger Gudleik Knotten) er den eneste der finder vej op på toppen af bjerget, hvor Theodor, Sofus og Ludvig bor. Han er postbud og kommer med lokalavisen og ubetalte regninger. Knottens frakke har et skridsikkert mønster, han er aktiv farveblind og er blevet kørt over flere gange. Derudover har Gustav Knotten en udpræget ømfodet og kluntet gangart, og spiller kontrabas ved højtidlige lejligheder.
- Hallstein Bronskimlet